# Danzka

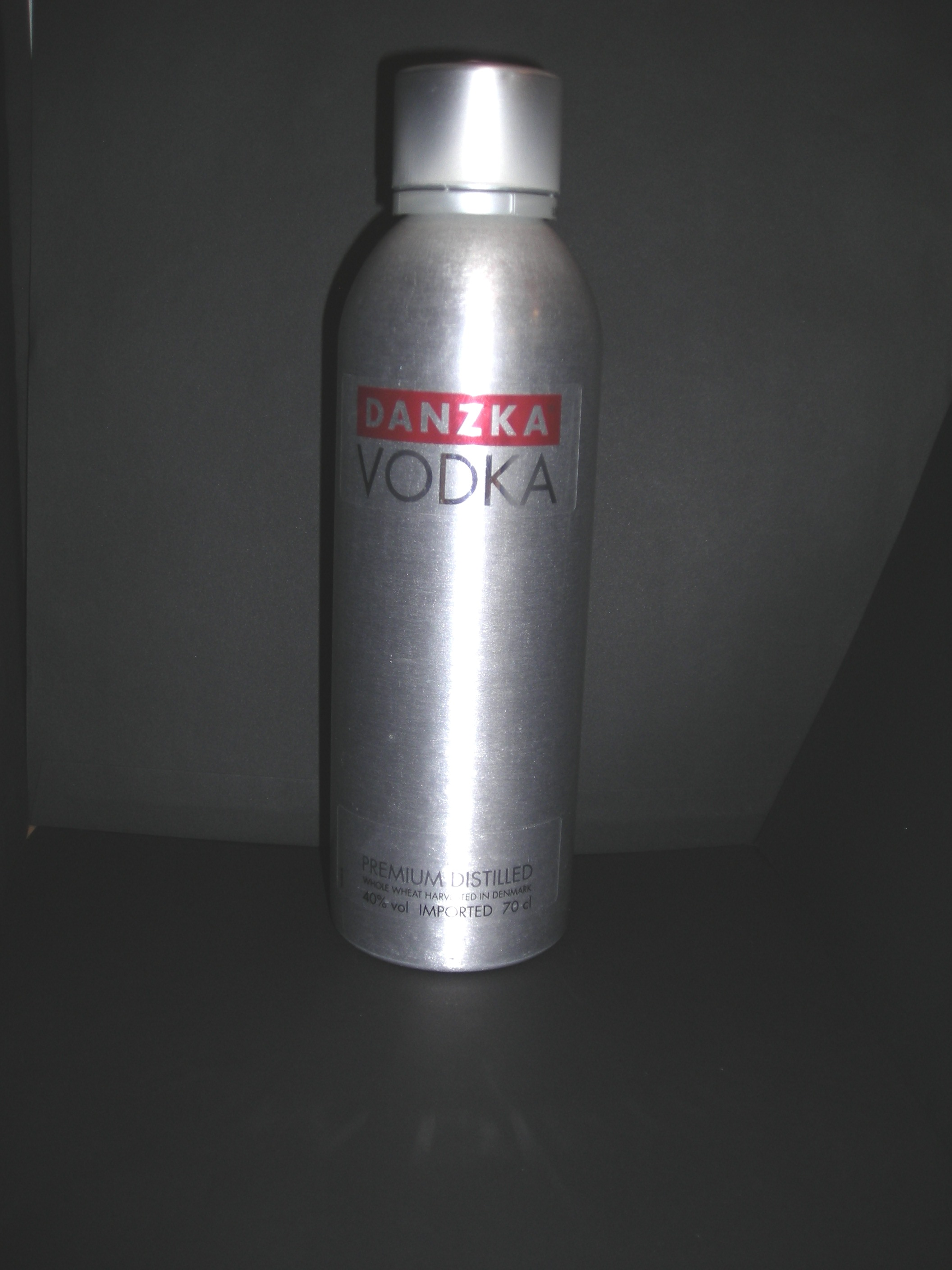
Горілка DANZKA анно 2011

Danzka — данська марка горілки. Її виготовляють із данської пшениці, виробляють і розливають у Данії та експортують по всьому світу. Danzka була вперше випущена в 1989 році, і хоча бренд належить Belvédère SA (Франція), він все ще обслуговується в Данії данською дочірньою компанією Belvédère Scandinavia A/S.
Danzka продається в матових алюмінієвих пляшках, а дизайн відповідає данському дизайну.
У 2010 було оновлено дизайн пляшки Danzka, включаючи новий логотип, створений данським дизайнером Йоханнесом Торпе. Директор з продажів безмитної торгівлі Belvédère Торбен Ведель Андерсен описує нову пляшку як «елегантний, сучасний алюмінієвий циліндр, що вражає полицею».

## Типи
Danzka доступний у 7 смаках: 
- Горілка Danzka (червона) — оригінал (40% ABV)
- Danzka Vodka Fifty (чорна) — підвищений вміст алкоголю (50% ABV)
- Danzka Vodka Apple (green) — зі смаком яблука (40% ABV)
- Danzka Vodka Citrus (жовта) — зі смаком лимона (40% ABV)
- Danzka Vodka Cranraz (фуксія) — зі смаком журавлини та малини (40% ABV)
- Danzka Vodka Currant (purple) — зі смаком чорної смородини (40% ABV)
- Danzka Vodka Grapefruit (orange) — зі смаком грейпфрута (40% ABV)

## Зовнішні посилання
- Горілка Danzka